# Sawaran Lor
Sawaran Lor is een bestuurslaag in het regentschap Lumajang van de provincie Oost-Java, Indonesië. Sawaran Lor telt 4845 inwoners (volkstelling 2010).